# Nieuwe Bijbelvertaling
De Nieuwe Bijbelvertaling (NBV) is een interconfessionele Bijbelvertaling in het Nederlands uit 2004, uitgegeven door het Nederlands-Vlaams Bijbelgenootschap en de Katholieke Bijbelstichting. In het najaar van 2021 verscheen een vernieuwde versie, de NBV21.

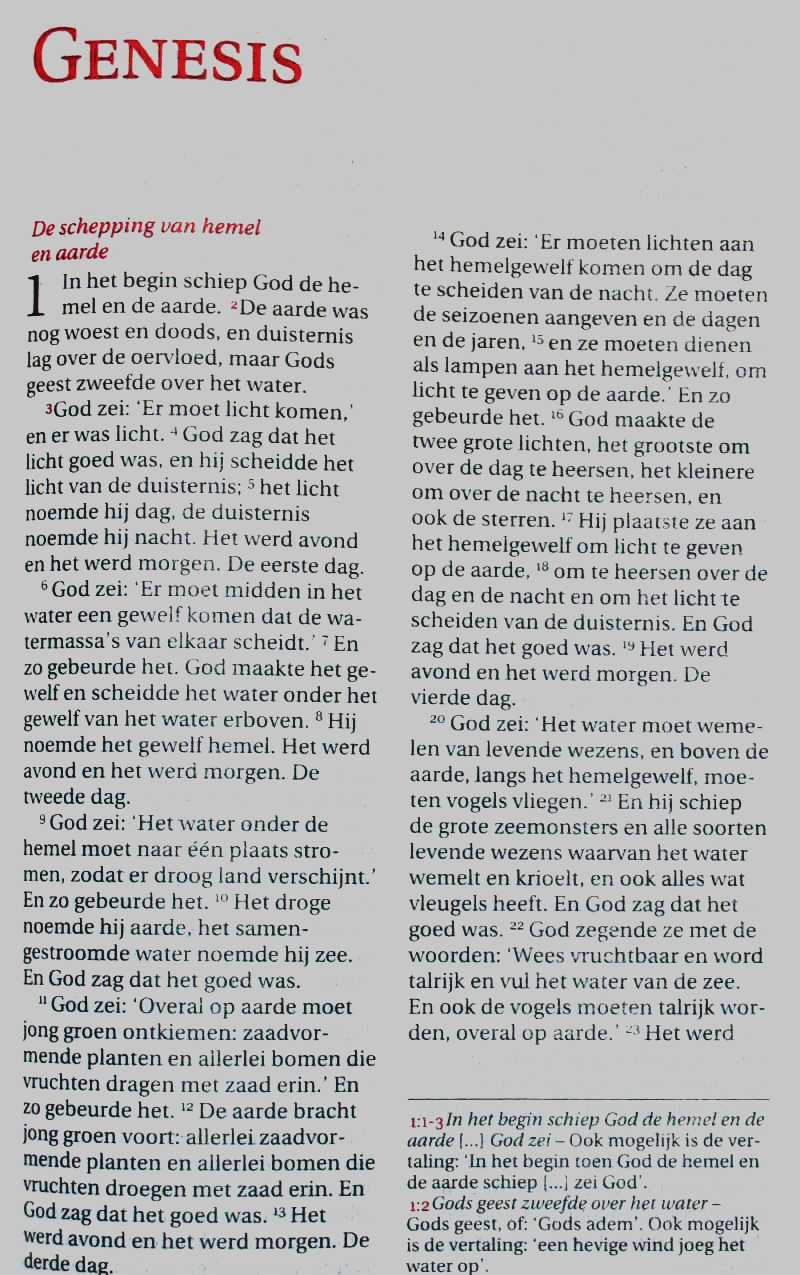
Het begin van Genesis 1 in de NBV

De Nieuwe Bijbelvertaling is een veelgebruikte vertaling in het Nederlandse taalgebied. Diverse kerkgenootschappen gebruiken de Nieuwe Bijbelvertaling in hun liturgie, zoals de Protestantse Kerk in Nederland en de Gereformeerde Kerken vrijgemaakt. De Rooms-Katholieke Kerk staat positief tegenover de Nieuwe Bijbelvertaling, maar gebruikt deze niet in het lectionarium.

## Voorgeschiedenis
In 1965 werd de Raad voor Contact en Overleg betreffende de Bijbel (RCOB) opgericht die aan het Nederlands-Vlaams Bijbelgenootschap (NBG; destijds Nederlands Bijbelgenootschap geheten) en de Katholieke Bijbelstichting vroeg te komen tot een gemeenschappelijke vertaling in het Nederlands. Na verschillende pogingen en initiatieven werd uiteindelijk in 1989 op een conferentie van de RCOB, in aanwezigheid van het NBG en de KBS, het voornemen uitgesproken een nieuwe, interconfessionele Bijbelvertaling te maken. Het NBG vroeg in 1990 aan de geloofsgemeenschappen die betrokken waren bij het RCOB en aan het Nederlands-Israëlitisch Kerkgenootschap of er behoefte was aan zo'n vertaling, waarop instemmende antwoorden kwamen. Op 25 februari 1993 tekenden de KBS en het NBG een intentieverklaring om een nieuwe vertaling van de Bijbel te realiseren.

## Werkwijze
In 1993 begon het vertaalwerk, dat werd uitgevoerd door een projectteam dat zijn thuisbasis had bij het Nederlands Bijbelgenootschap in Haarlem, en waarin ook de Katholieke Bijbelstichting, het Vlaams Bijbelgenootschap en de Vlaamse Bijbelstichting deelnamen.
Het vertalen werd uitgevoerd door een team van vertalers, waarbij elk Bijbelboek door een vertaalkoppel werd vertaald: een brontaalkenner en een neerlandicus/neerlandica of, bij een poëtische tekst, een dichter. Zo werd ernaar gestreefd de vertaling goed te laten aansluiten bij hedendaags Nederlands. De vertaling werd gecontroleerd door supervisoren uit verschillende kerken en uit de literaire wereld. Ook was er inbreng van een Vlaams lezerspanel, dat ervoor zorgde dat de vertaling geen constructies bevatte die alleen gebruikt worden door Nederlanders (zogenaamde hollandismen). De belangrijkste beslissingen werden uiteindelijk genomen door de begeleidingscommissie. Aan het einde van het vertaalproces hield de eindredactie onder meer de onderlinge afstemming in de gaten.
Het beoogde lezerspubliek werd op de hoogte gehouden door de brochurereeks NBV Informatie en door tussentijdse publicaties onder de titel Werk in uitvoering. In 1998 verscheen een selectie van Bijbelboeken in deze vertaling onder de naam "Werk in uitvoering". Dit veroorzaakte veel discussie. In 2000 verscheen deel 2 met de Bijbelboeken Genesis, Zacharia, Tobit, Marcus, 1 Korintiërs en Openbaring. In december 2003 verscheen "Werk in uitvoering 3" waarin de teksten van Ruth, Amos, de Wijsheid van Jezus Sirach en het Evangelie volgens Lucas zijn opgenomen. In de boeken Werk in uitvoering wordt bovendien uitvoerig ingegaan op vertaalkeuzes die men bij de besproken boeken heeft gemaakt. Publieke discussies die hierover ontstonden leidden soms weer tot aanpassingen van de vertaling.

## Vertaalmethode
De vertaalmethode van de NBV wordt gekenmerkt door de woorden brontekstgetrouw en doeltaalgericht. Alles is erop gericht om zoveel mogelijk kenmerken van de brontekst in natuurlijk Nederlands weer te geven. De woorden brontekstgetrouw en doeltaalgericht zijn in de methode van de NBV twee aspecten van dezelfde zaak: een vertaling is brontekstgetrouw als alle betekenisvolle elementen van de brontekst in de doeltaal op een natuurlijke manier tot hun recht komen.
Het aspect brontekstgetrouw betekent dat de brontekst het uitgangspunt is van de NBV. De bronteksten zijn vertaald als samenhangende gehelen, niet als verzameling losse woorden en zinnen. De speciale kenmerken van de bronteksten, zoals stijl en genre, worden gerespecteerd. De vertalers hebben bijvoorbeeld in het Nederlands dezelfde stijl gekozen als de oorspronkelijke Bijbeltekst: als de tekst in het Hebreeuws of Grieks poëtisch, formeel of juist eenvoudig van taal is, dient de vertaling dat ook te zijn.
Het aspect doeltaalgericht betekent dat de vertaling in natuurlijk Nederlands gesteld is. Hebreeuwse, Aramese of Griekse zinsconstructies worden omgezet in Nederlands constructies. Ook is in het bijzonder gelet op de voorleesbaarheid van de vertaling.
Bij het vertalen van de NBV is onderscheid gemaakt tussen tekstkenmerken en taalkenmerken. Tekstkenmerken zijn specifieke functies van een tekst die wezenlijk bijdragen aan de betekenis. Ze zijn bijzonder voor deze ene tekst (bijvoorbeeld stilistische eigenaardigheden van een schrijver). Tekstkenmerken moeten in de vertaling herkenbaar zijn. Taalkenmerken zijn eigenschappen van de brontaal (bijvoorbeeld woordvolgorde). Zulke taalkenmerken zijn opgegaan in natuurlijke taalkenmerken van de Nederlandse tekst. De NBV geeft bijvoorbeeld in plaats van hebraïsmen zoals de Hebreeuwse genitief, die in oudere vertalingen zoals de Statenvertaling veelvuldig voorkomen, een doeltreffend Nederlands equivalent.

## Overige kenmerken

### Bronteksten
De brontekst van de NBV is afkomstig uit drie toonaangevende wetenschappelijke uitgaven, overeenkomstig de richtlijnen van de Wereldfederatie van Bijbelgenootschappen (UBS).
- Voor het Oude Testament is een vertaling gemaakt van de Biblia Hebraica Stuttgartensia (red. K. Elliger en W. Rudolph, Stuttgart 1997, 5e druk), die de Masoretische Tekst van het handschrift Codex Leningradensis uit 1008 als uitgangspunt heeft.
- Voor de deuterocanonieke boeken is een vertaling gemaakt van Septuaginta, Vetus Testamentum Graecum Auctoritate Academiae Scientiarum Gottingensis editum, geredigeerd door A. Ralphs, W. Kappler e.a., Göttingen 1931-heden (Göttinger Septuaginta-Unternemen).[5]
- Voor het Nieuwe Testament werd gebruik gemaakt van het Novum Testamentum Graece (Nestle-Aland, 27e editie uit 2001).

### Voetnoten
De NBV heeft een beperkt aantal voetnoten. Ze komen voor bij bepaalde woordspelingen, bij een aantal belangrijke termen, bij belangrijke vertaalalternatieven en bij tekstkritische problemen.
In de eerste edities van de NBV ontbraken parallelverwijzingen bij de Bijbeltekst zelf. Wel was er een lijst met parallelle plaatsen achter in de Bijbel opgenomen, evenals een verklarende woordenlijst. In sommige latere uitgaven van de NBV zijn wel dwarsverwijzingen onderaan de pagina opgenomen.

### Namen
De namen van personen worden geschreven zoals de Bijbelgenootschappen in 1988 overeengekomen zijn. Daarbij kwam men tot de conclusie dat deze afspraken nog eens geëvalueerd moeten worden.

### Godsnaam
De naam van God in het Oude Testament, JHWH (יהוה), is in de Nieuwe Bijbelvertaling weergegeven als heer. De NBV sluit daarmee aan op oude leestradities van het jodendom en het christendom. In de leeswijzer voorin de NBV staat dat men in plaats van heer ook iets anders kan lezen: Aanwezige, Eeuwige, Enige, God, He(e)re, Levende, de Naam en Onnoembare. In de verantwoording achter in de vertaling wordt uitgelegd dat 'Heer' naast 'Eeuwige' de meest gekozen weergave in Bijbelvertalingen is, zodat 'Heer' voor veel mensen ook als een eigennaam fungeert. Er worden hier twee bezwaren genoemd: 'Heer' versterkt een uitsluitend mannelijke godsvoorstelling en 'Heer' is geen eigennaam. Maar aan de alternatieven kleven ook bezwaren: 'JHWH' is niet uit te spreken zonder klinkers en 'Eeuwige' en andere weergave-opties zijn ook geen eigennamen.
In de Tanach-uitgave uit 2007, die tot stand kwam in samenwerking met de stichting Sja'ar, is de godsnaam weergegeven met 'de eeuwige'. In de Studiebijbel uit 2008 is de godsnaam weergegeven met jhwh.
Over de vertaling van de godsnaam zijn uitvoerige discussies gevoerd tijdens de totstandkoming van de NBV, waarbij de gemoederen soms hoog opliepen. In 1994 besloot de Begeleidingscommissie voorlopig voor het traditionele HEER te kiezen. Dit was een verlegenheidsoplossing, omdat alle alternatieven op bezwaren stuitten. Na de verschijning van de eerste deeluitgaven in 1998 werd er actie gevoerd om deze keuze te herzien, met als belangrijkste argument dat 'Heer' een exclusief-mannelijke en eenzijdig-autoritaire weergave van de godsnaam is. Op 7 december 1999 werd er in Amsterdam een studiedag aan deze kwestie gewijd, waarvan de voordrachten zijn gepubliceerd in Met Andere Woorden. Ook de brochure NBV Informatie ging meermaals in op de kwestie. Na een zorgvuldige procedure van het Coördinatieteam en de Begeleidingscommissie van het NBV-project, en daarna adviescommissies en een bestuurscommissie van het NBG en de KBS, namen de gezamenlijke besturen van het NBG en de KBS op 16 februari 2001 het besluit dat de weergave HEER het meest tegemoet kwam aan de uitganspunten en doelstellingen van draagvlak voor en verstaanbaarheid van de Nieuwe Bijbelvertaling. De uitgave moest worden voorzien van leeswijzers met voorleesalternatieven.

### Eerbiedshoofdletters
De NBV gaat, overeenkomstig het gebruik in de Nederlandse taal, voorzichtig om met hoofdletters. Er worden geen hoofdletters gebruikt bij voornaamwoorden (hij, zijn, zich), ook niet als ze op God betrekking hebben. Ook worden geen hoofdletters gebruikt voor woorden uit de godsdienst, zoals tempel, ark enzovoorts. Wel gebruikt de NBV hoofdletters voor eigennamen, voor namen van de God van Israël, voor de namen 'Vader', 'Zoon' en 'Geest', voor bijzondere titels voor God en Jezus (zoals 'Almachtige', 'Mensenzoon'), voor benamingen van delen van de Bijbel ('Schrift', 'Wet en Profeten'), voor personificaties en voor namen van feesten.

### Inclusieve vertaling
In veel vertalingen zijn vrouwen minder zichtbaar dan blijkt uit een correcte lezing van de brontekst. De NBV wil nadrukkelijk vrouwen niet buitensluiten. Voorbeelden zijn:
- Waar mannen en vrouwen samen aangesproken worden, gebruikt het Grieks het mannelijk meervoud. Daarom vertaalt de NBV adelfoi ('broeders') vaak met 'broeders en zusters'.[12]
- In Handelingen 1:16 wordt zelfs andres adelfoi (NBG-vertaling 1951: 'mannen broeders') vertaald met 'broeders en zusters' op basis van het feit dat er ook vrouwen aanwezig zijn (zie 1:14). Een moderne Nederlander zou een gemengd gezelschap nooit serieus aanspreken met 'mannen broeders'.
- De NBG-vertaling 1951 heeft de vrouwennaam Junia in Romeinen 16:7 vertaald met de (niet-bestaande) mannennaam Junias en voegt toe dat het hier om mannen gaat ('mannen, onder de apostelen in aanzien'). In de NBV staat Junia met haar eigen naam onder de apostelen in aanzien.
- In Efeziërs 5:22 laat de NBG-vertaling 1951 midden in een zin een nieuwe paragraaf beginnen. De NBV heeft de twee zinsdelen ('wees elkander onderdanig, [...] de vrouwen aan de mannen') weer bij elkaar gezet, zodat zichtbaar wordt dat de opstelling van vrouwen naar hun man een verbijzondering is van de gewenste instelling van een christen in het algemeen.

### Behoud broncultuur
In de NBV zijn exotische elementen uit de broncultuur niet vertaald in herkenbare elementen in de doelcultuur als de lezer de betekenis uit de context op kan maken. De historische en socio-culturele achtergrond van de teksten is zo herkenbaar gebleven. Het gaat om gewoonten (bijvoorbeeld 'aan tafel aanliggen'), beelden (bijvoorbeeld 'de schijf van de aarde'), functies ('procurator', 'rabsake') en maten en gewichten ('stadie', 'mine', 'metrete').

## Publicatie en drukgeschiedenis
Op woensdag 27 oktober 2004 werd de Nieuwe Bijbelvertaling officieel gepresenteerd in De Doelen in Rotterdam. Bij die gelegenheid las koningin Beatrix de eerste tien verzen van Genesis 1 voor. Verschillende boekhandels in Nederland hielden speciale openingstijden. De eerste en tweede druk waren binnen een week uitverkocht. Op 29 oktober 2004 werd de NBV in Antwerpen gepresenteerd.
De eenvoudigste editie van de Nieuwe Bijbelvertaling toont op de omslag de beginwoorden van Genesis (Hebreeuws: בְּרֵאשִׁית בָּרָא אֱלֹהִים, Beresjit bara Elohim) en Johannes (Grieks: Ἐν ἀρχῇ ἦν ὁ λόγος, En archè èn ho Logos). Beide boeken beginnen met dezelfde woorden: In het begin.
Van de Nieuwe Bijbelvertaling waren verschillende edities verkrijgbaar: een standaardeditie met en zonder deuterocanonieke boeken, een huisbijbel, een katholieke editie met de deutorocanonieke boeken in de volgorde van de katholieke canon, een kerkbijbel, een literaire editie (zonder versnummers), een kanselbijbel, een paralleleditie (links Statenvertaling, rechts NBV), een cd-romuitvoering en een downloadbare editie. Sinds 17 juni 2006 is de Jongerenbijbel verkrijgbaar. In de jaren daarna zijn er nog meer uitvoeringen verschenen, zoals de Tanach-uitgave uit 2007, die tot stand kwam in samenwerking met de stichting Sja'ar en zowel de Hebreeuwse tekst als de vertaling bevat.

### Studiebijbels
In 2008 werd door het NBG en de KBS een Studiebijbel uitgegeven. De Studiebijbel bevat de tekst van de NBV, met dit verschil dat ze in plaats van heer (in kleinkapitaal) de letters jhwh geeft. De Studiebijbel biedt allerlei informatie over de Bijbel vanuit wetenschappelijke perspectief. In 2009 kwam een tweede Studiebijbel uit, die een meer traditioneel-christelijke lijn volgt, de Studiebijbel in perspectief.

### Drukken
Vanaf 2004 zijn er doorlopend algemene correcties doorgevoerd en zetfouten gecorrigeerd. In 2007 is de tekst van de Nieuwe Bijbelvertaling aangepast aan de officiële spelling van de Woordenlijst der Nederlandse Taal (het Groene Boekje). Ook is toen op een klein aantal plaatsen de tekst herzien naar aanleiding van opmerkingen van lezers.

### Bekroningen
In 2016 werd de Nieuwe Bijbelvertaling uitgeroepen tot het belangrijkste boek. De verkiezing was onderdeel van het Jaar van het Boek. In 2016 werd de nieuwe uitgave van de Nieuwe Bijbelvertaling gekozen tot een van de drieëndertig best verzorgde boeken van 2016. Deze editie was ontworpen door Studio Ron van Roon.

## Kritiek
Het woord dat gekozen is voor melaatsheid (Hebreeuws: tsara'aat; Grieks lepra), huidvraat, deed ook aanvankelijk vraagtekens ontstaan.

### Verband tussen Oude en Nieuwe Testament
De NBV vertaalt het Oude Testament zoals het er ligt, dus niet vanuit de optiek van het Nieuwe. Voor de gelegenheden waar het Oude Testament geciteerd wordt in het Nieuwe geldt dat die om meerdere redenen soms moeilijk herkenbaar kunnen zijn: het citaat komt uit de Septuagint en die wijkt af van de Masoretische Tekst of het citaat is door de Nieuwtestamentische schrijver aangepast aan zijn bedoeling ermee. De regel van de NBV is dat de context waarin geciteerd wordt, boven de oorspronkelijke context van het citaat gaat. Volgens critici zijn veel citaten onherkenbaar geworden.

### Te vrij
Sommige critici menen dat de NBV niet brontekstgetrouw genoeg is. Dit is in feite een verschil van inzicht over de vertaalmethode. In de methode van de NBV betekent brontekstgetrouw dat teksten op getrouwe wijze worden afgespiegeld in de doeltaal. Woorden en uitdrukkingen moeten daarbij contextueel vertaald worden en er worden vertaaltransformaties toegepast. Concordantie (hetzelfde woord hetzelfde vertalen) is daaraan ondergeschikt. Critici menen echter dat brontaalgetrouwheid zich moet uiten in een grote mate van concordantie en een zeer grote terughoudendheid bij vertaaltransformaties.

### Hoofdletters
Hebreeuws en Aramees maken geen verschil tussen hoofdletters en kleine letters. Dit is evenmin het geval in oudere Griekse handschriften van het Nieuwe Testament, aangezien deze zonder uitzondering gebruik maken van unciaal schrift. De hoofdletters in de NBV volgen de regels van het Nederlands. Sedert de 18e eeuw is men steeds meer hoofdletters gaan gebruiken om eerbied te tonen, de eerbiedskapitalen. De NBV gebruikt deze hoofdletters summier. Er worden geen hoofdletters gebruikt voor voornaamwoorden (hij, zijn, zich), ook niet als ze op God betrekking hebben. Ook worden geen hoofdletters gebruikt voor woorden uit de godsdienst, zoals tempel, ark enzovoorts. Dit wordt door sommigen oneerbiedig gevonden.

## NBV21
De NBV21 is de vernieuwde versie van de Nieuwe Bijbelvertaling, die in tal van uitvoeringen op 13 oktober 2021 verscheen.

## Acceptatie in de kerken

### Nieuwe Bijbelvertaling
Bij de start van het vertaalwerk van de Nieuwe Bijbelvertaling in 1993 betuigden veertien kerkgenootschappen adhesie aan het project. In veel katholieke en protestantse kerken is de Nieuwe Bijbelvertaling in gebruik.
De Rooms-Katholieke Kerk staat positief tegenover de Nieuwe Bijbelvertaling. Er is echter besloten de NBV niet te gebruiken in de liturgie, waar het voorgeschreven lectionarium gebaseerd is op de Willibrordvertaling van 1978 met het imprimatur van 1980.
De Nieuwe Bijbelvertaling werd in 2004 in de Protestantse Kerk in Nederland (PKN) vrijgegeven ter beproeving. Tijdens de protestantse synode van 22 en 23 april 2010 werd de NBV met een ruime meerderheid verkozen als een van de officiële Bijbelvertalingen van de Protestantse Kerk (van de 146 aanwezige leden stemden slechts 16 tegen; anderen vroegen uitstel). Het heeft daarmee een predicaat dat gelijk is aan dat van de Statenvertaling en de NBG 1951; een van deze drie moet "bij voorkeur" worden gebruikt in de erediensten van de Protestantse Kerk. Andere vertalingen zijn overigens niet verboden. Critici binnen de Protestantse Kerk riepen de synode in een open brief op om te wachten met het aanwijzen van de NBV als kanselbijbel totdat de revisie van de vertaling voltooid zou zijn, omdat er in hun ogen ernstige bezwaren aan de NBV kleefden. In een reactie wees het NBG op de bestaande brede acceptatie onder kerkgangers en op het feit dat er tijdens het vertaalproces voortdurend contact is geweest met de kerken en met wetenschappers en dat het NBG commentaar altijd serieus heeft genomen.
De generale synode van de Gereformeerde Kerken vrijgemaakt heeft op 13 mei 2005 met algemene stemmen besloten de Nieuwe Bijbelvertaling (NBV) te aanvaarden voor gebruik in de erediensten. De synode beval het gebruik van de NBV hartelijk aan. Ook wees zij op de mogelijkheid een bijdrage te leveren aan het proces van evaluatie en revisie van de NBV.
Voor een compleet overzicht zie Bijbelvertalingen in het Nederlands.